# Turanogryllus microlyra
Turanogryllus microlyra är en insektsart som först beskrevs av Lucien Chopard 1938.  Turanogryllus microlyra ingår i släktet Turanogryllus och familjen syrsor. Inga underarter finns listade i Catalogue of Life.